# La Rioja
|  | Aquest article tracta sobre regió espanyola. Vegeu-ne altres significats a «Rioja». |

La Rioja (en castellà, La Rioja) és una comunitat autònoma uniprovincial d'Espanya. Limita amb el País Basc i Navarra, al nord; amb l'Aragó, a l'est; i amb Castella i Lleó, al sud. La capital de la comunitat és Logronyo, ciutat d'uns 150.000 habitants, amb fesomia de capital del nord d'Espanya. Altres poblacions importants de La Rioja són: Calahorra, Haro, Alfaro, Nájera, Santo Domingo de la Calzada i Arnedo.
És coneguda internacionalment per la fama dels seus vins, amb una denominació d'origen que s'estén també pel sud d'Àlaba i el sud-oest de Navarra.
La patrona de La Rioja és la Mare de Déu de Valvanera, del santuari ubicat a la serralada del Sistema Ibèric. En aquest sentit, també és important el monestir de San Millán de la Cogolla, on es troben els escrits més antics que es conserven tant en llengua romanç com en llengua basca.

## Toponímia
No se sap amb precisió l'origen del terme La Rioja. N'hi ha dues hipòtesis principals:
- La primera es basa en la traducció a l'èuscar del topònim: Errioxa. Segons Fra Mateo d'Anguiano y Echevarría, el nom deriva d'herri, que significa ‘terra’; i egui, que significaria ‘pa’. Així doncs, La Rioja voldria dir ‘Terra de pa’.
- La segona hipòtesi suggereix que el nom fa esment del riu Oja i que aquest mateix nom prové de l'arrel èuscar oia, ‘bosc’.

## Història
En temps romans, el territori de La Rioja era habitat per les tribus dels berons, autrígons i vascons. Era part de la província romana de la Tarraconense. Durant l'edat mitjana va ser un territori disputat. Els visigots van crear el ducat de Cantàbria que probablement incloïa tot el territori de La Rioja, com a frontera amb els vascons. Després de la invasió musulmana del 711, La Rioja va annexionar-se als territoris d'Al-àndalus.
A principis del segle x, Sanç I de Navarra va conquerir la major part d'aquest territori, i el territori baix a prop d'Arnedo va quedar sota control dels seus aliats el Banu Qasi de Tudela. La Rioja va formar el regne independent de Viguera del 970 al 1005, data en què va passar a formar part del Regne de Navarra. Nájera, va ser, per un temps, la capital del regne.
Després de la independència de Castella el 1035, el nou regne va lluitar feroçment contra Navarra per aconseguir els territoris de Bureba i La Rioja, entre d'altres. El 1076, després de la mort de Sanç IV, Navarra es va dividir i Castella va annexionar-se La Rioja a més d'altres terres navarreses. Garcia V el Restaurador va lluitar contra Castella per recuperar els territoris perduts. El 1179, van signar un acord de pau per mitjà del qual van cedir La Rioja definitivament a Castella.
El 30 de novembre de 1833 es formava la província de Logronyo, els territoris de la qual pertanyien fins avui, des del segle xviii, a les províncies de Sòria i Burgos, formant-se 9 partits judicials: Alfaro, Arnedo, Calahorra, Cervera del Río Alhama, Haro, Logronyo, Nájera, Santo Domingo de la Calzada i Torrecilla en Cameros, encara que anteriorment ja s'havia conformat com a província de La Rioja i després separat entre Burgos i Sòria.
Es va conformar en comunitat autònoma uniprovincial després de la transició a la democràcia per un rebuig popular a ser finalment integrada a una altra regió, ja fos Castella i Lleó o el País Basc o Basc-navarrès, com alguns polítics defensaven. L'Estatut d'Autonomia de La Rioja es va signar el 9 de juny de 1982, passant a celebrar-se a partir d'aquest any en aquesta data el Dia de La Rioja.

### Bressol de la llengua romanç i del basc escrit

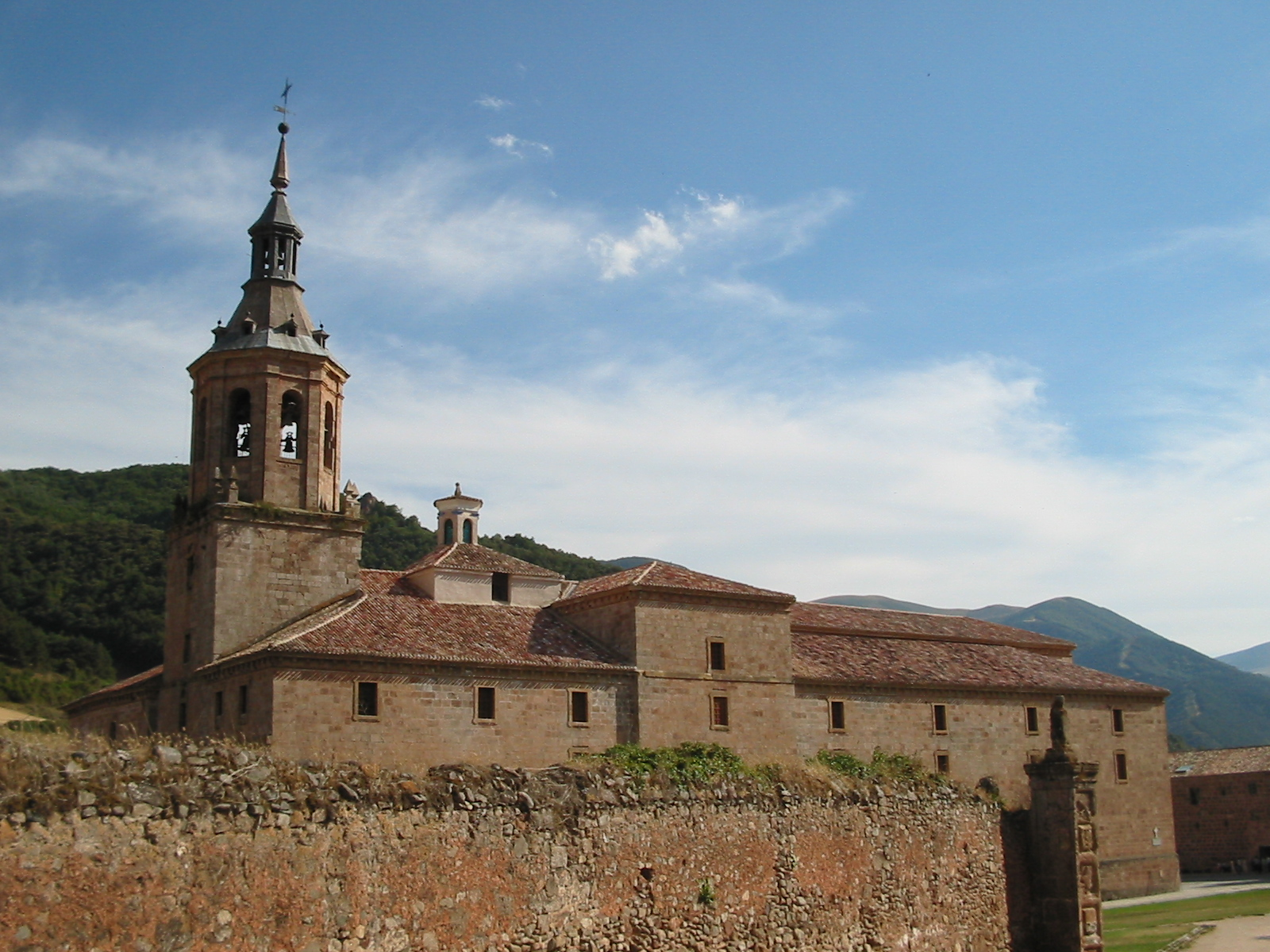
El monestir de Yuso, a San Millán de la Cogolla.

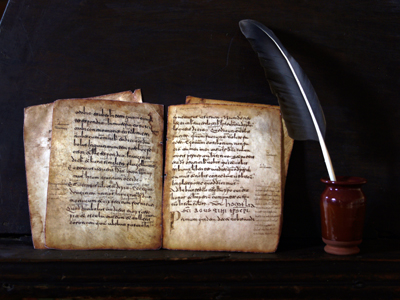
Pàgina 72 del Còdex Emilianense 60. S'aprecia la glossa en el marge dret.

El novembre de 1977 es va celebrar una gran festa en el monestir de San Millán de la Cogolla per celebrar el mil·lenari del naixement de la llengua castellana. Autoritats, lingüistes, acadèmics, tots es van donar cita en aquell lloc on va sorgir el primer balboteig escrit d'aquesta llengua. A la biblioteca, hereva de l'Escriptori de San Millán, dormia durant segles un còdex llatí, Aemilianensis 60, en els marges del qual un amanuenc havia escrit unes anotacions (glosses) en llengua romanç, en basc i en un llatí que avui podríem anomenar “macarrònic”. Existeixen estudis actuals que afirmen, que les glosses emilianenques no estan escrites en castellà, com es creia el 1977, sinó en la varietat de La Rioja de l'idioma navarro-aragonès. Amb el detall que quan es van escriure aquesta regió no pertanyia encara al Regne de Castella, sinó al de Navarra. Exemple d'una glossa:
| «                                                                   | ...con o ajutorio de nuestro dueno Christo dueno Salbatore qual dueno yet ena honore e qual duenno tienet ela mantatjione con o Patre con o Spiritu Sancto en os sieculos de los sieculos | » |
| — Traducció de: adiubante Domino nostro Iesu Christo cui est.../... | |   |

Aquests textos s'escrivien en el segle x, encara que recerques recents asseguren que tal vegada fos ja entrat el segle xi. Aquest còdex 60, que actualment es guarda a la Reial Acadèmia de la Història, és el que tradicionalment es coneix com a Glosses Emilianenses. Atès que dues d'aquestes glosses estan escrites en basc, pot afirmar-se també que en el monestir de San Millán va tenir lloc el naixement de la llengua basca escrita.
No obstant això, els investigadors de La Rioja Claudio i Javier García Turza han realitzat estudis sobre el còdex 46, també trobat a la biblioteca de Yuso, que apareix datat al 13 de juny del 964, amb el que fixen encara més els orígens d'aquesta llengua romanç escrita. El còdex 46 és un diccionari enciclopèdic amb més de 20.000 entrades ordenades de la A a la Z, en el qual les veus del romanç formen part no només de les anotacions al marge, sinó també de la part del text escrit en llatí molt contaminat per la parla popular. Aquest manuscrit recull el saber popular i aclareix nombroses llacunes sobre l'alta edat mitjana.

### Petjades de dinosaure

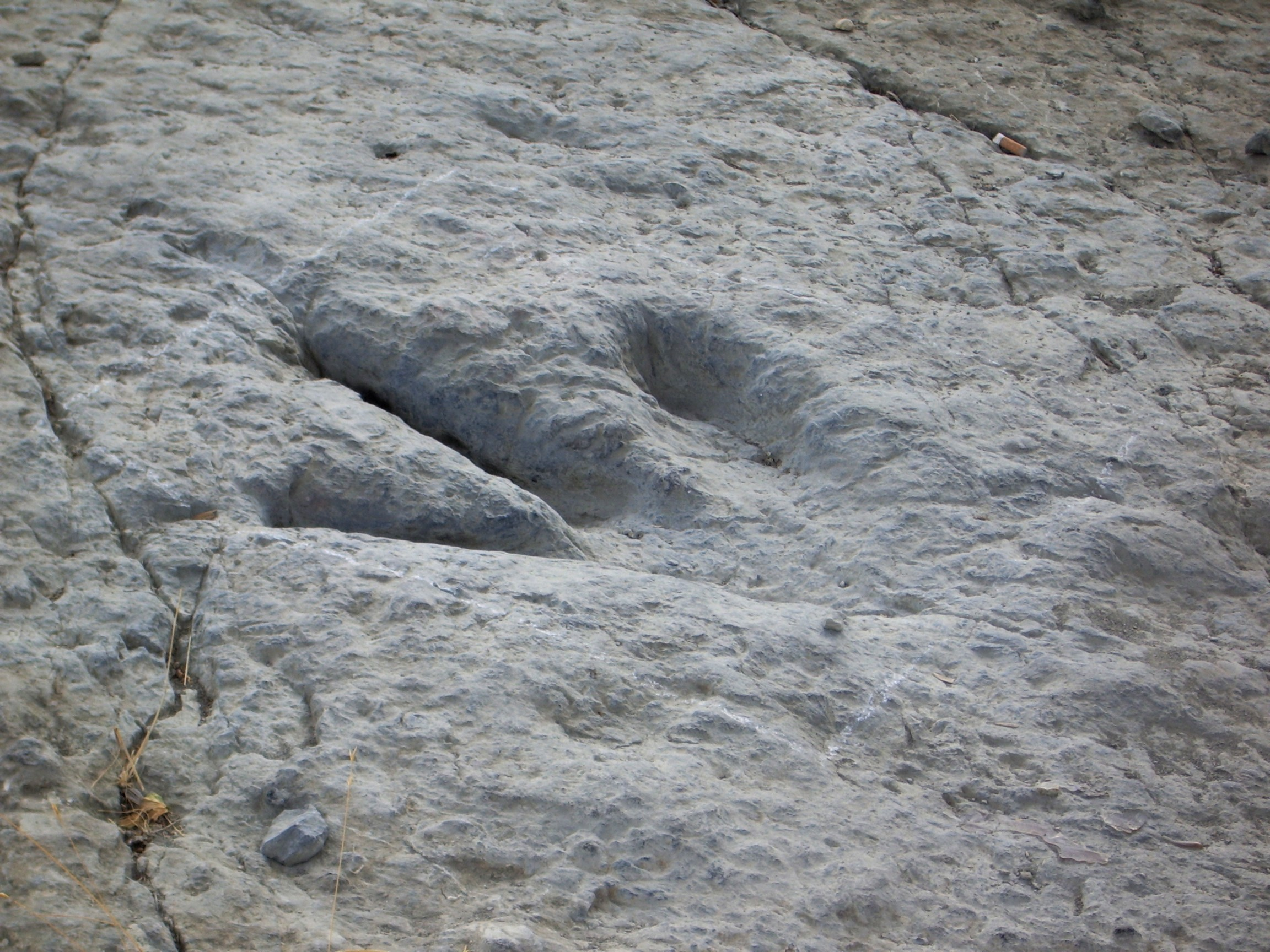
Icnita d'un Teròpode trobada a prop d'Enciso.

Durant el període Cretaci inferior la zona geogràfica de Cameros va formar part d'una plana entollada que es dessecava periòdicament, deixant enrere zones fangoses en les quals les petjades de dinosaure quedaven marcades al seu pas. Amb el temps aquestes s'assecaven i es cobrien amb nous sediments el pes dels quals premsava les capes inferiors, fent-les solidificar en roques amb el pas de milions d'anys. L'erosió ha anat desgastant les capes superiors fent visibles moltes d'aquestes formacions rocoses, permetent observar les icnites (trepitjades fòssils). La Rioja destaca pel nombre i conservació d'aquests jaciments, fent-la segons els experts, un dels territoris paleontològics més importants del món, amén dels quals es troben a la zona nord de Sòria, tals com Yanguas, Santa Cruz de Yanguas i altres localitats.

## Geografia

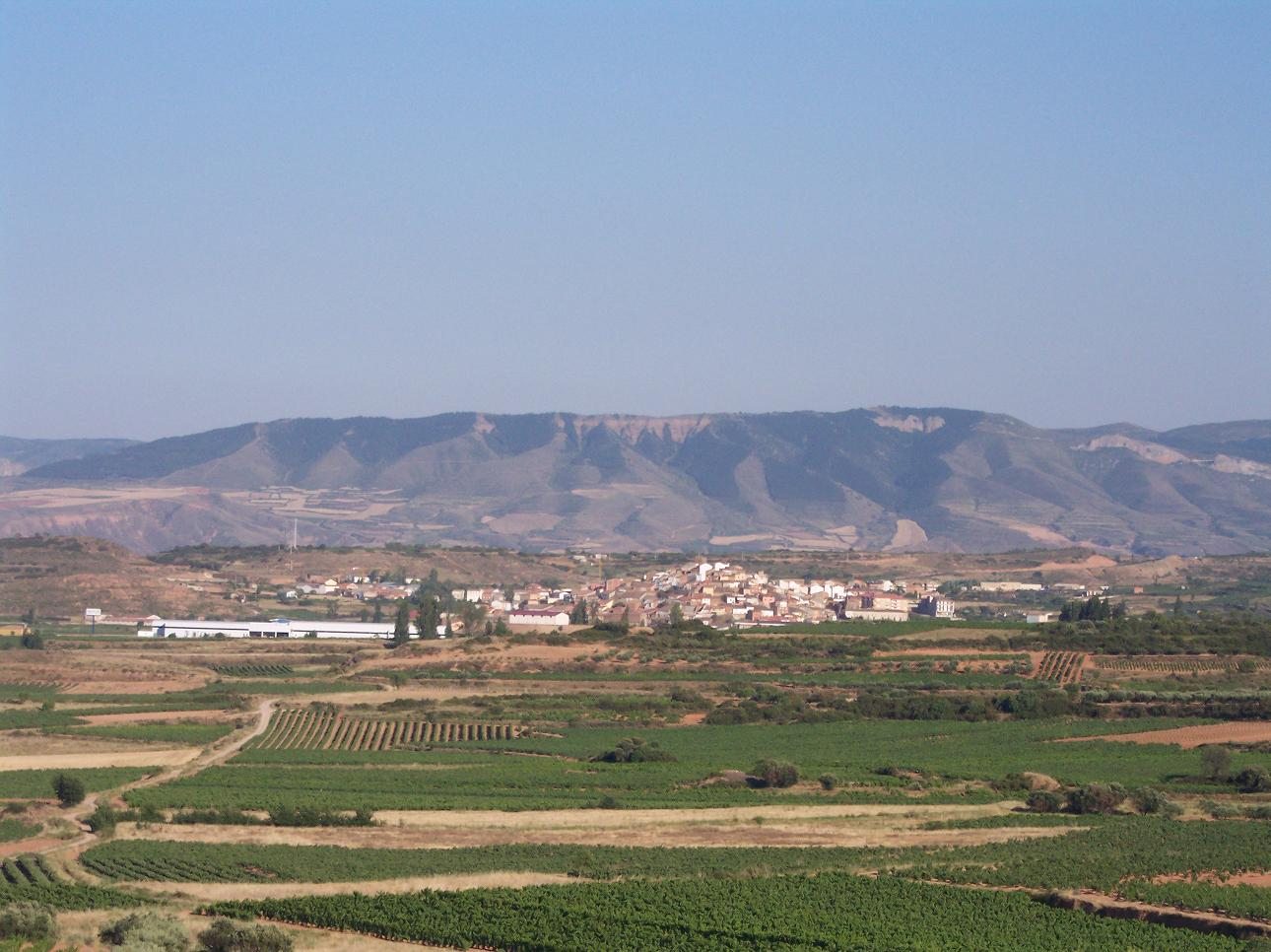
Paisatge de La Rioja a Entrena

El territori de la Comunitat Autònoma de La Rioja és situat sobre la depressió de l'Ebre entre les últimes serres de les muntanyes Basco-Cantàbriques i el Sistema Ibèric. S'hi poden distingir dues unitats orogràfiques:
- la depressió de l'Ebre: sobre aquesta depressió es troba la comarca natural de La Rioja (que s'estén fora dels límits de la mateixa comunitat), i que es divideix en l'Alta Rioja i la Baixa Rioja.
- les muntanyes ibèriques, que es poden dividir en diverses àrees: La Demanda y Urbión, Cameros y Cebollera, i les serres orientals de les conques dels rius Cidacos, Alhama i Linares.

A les terres altes creixen roures, fajos i pins. També hi ha boix, aranyons i grèvols. Hi ha grans vessants amb fines pastures per a bestiars de cavalls i de bestiar boví. A les terres més baixes es troben alzines, oliveres i ametllers. I a prop de l'Ebre, a les planes, les terres es destinen als conreus de cereals, remolatxa i patates; mentre que els pujols estan coberts d'immenses vinyes de les quals ragen literalment els vins que donen fama mundial a aquesta regió.

## Política i govern

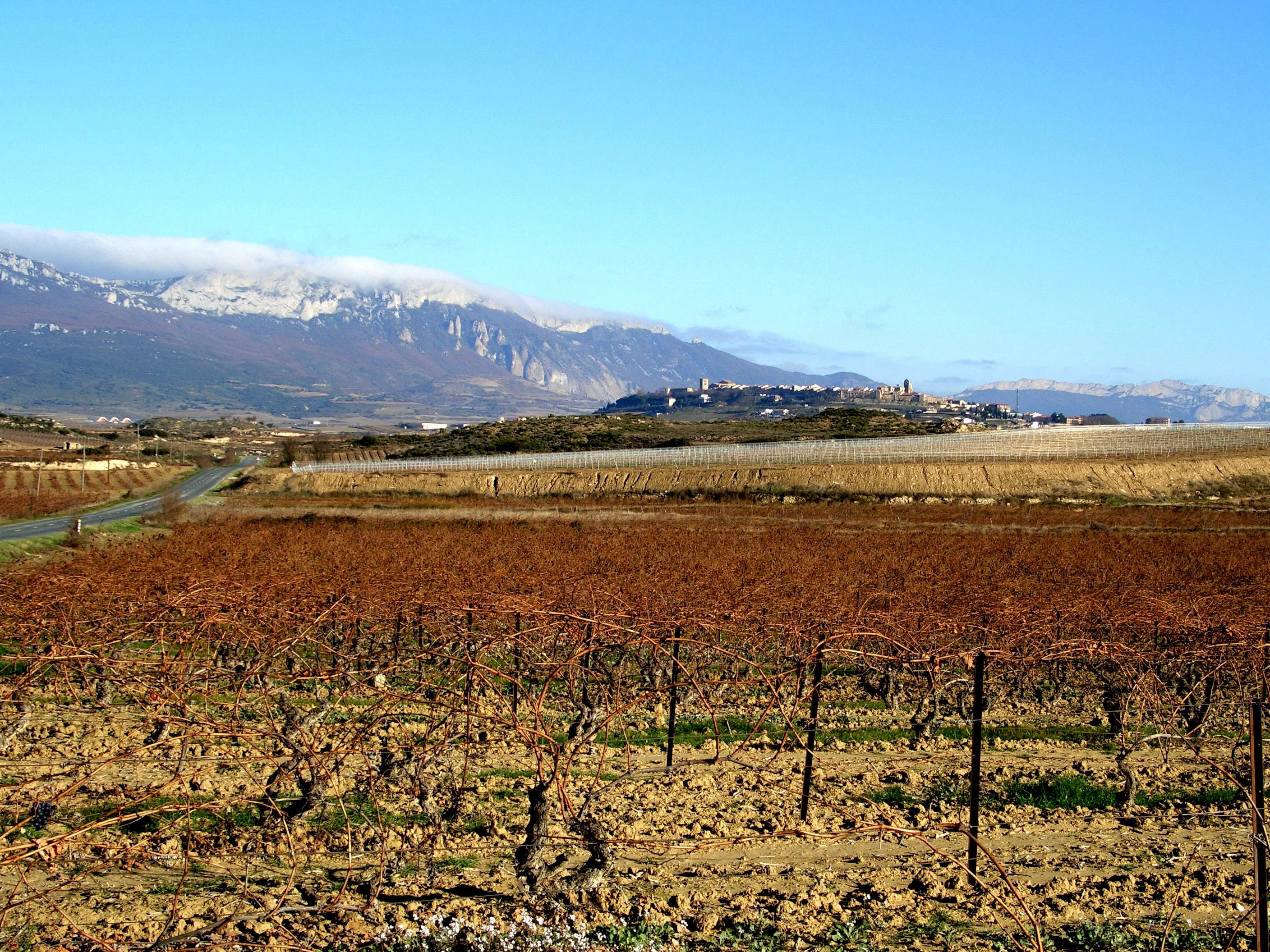
Paisatge de La Rioja amb Laguardia al fons

Amb la transició democràtica d'Espanya, la província de Logronyo, afirmant la seva identitat com a regió, va avançar cap a la idea d'autogovern, i no va acceptar cap altre futur, rebutjant una possible unió amb la comunitat de Castella i Lleó, amb Navarra, amb Euskadi i amb l'Aragó. Així doncs, el 4 d'octubre de 1979, l'ajuntament de Logronyo va sol·licitar l'inici del procés autonòmic de La Rioja per mitjà de l'article 143 de la constitució espanyola. El 12 de desembre del mateix any, el nombre de municipis que s'havien adherit a la proposta ja havia superat els dos terços equerits per a la seva constitució. El 1980 va començar a redactar-se l'Estatut d'Autonomia de La Rioja, aprovat per les Corts Generals el 1982. La bandera de La Rioja és la formada per quatre franges, horitzontals i d'igual mida, dels colors vermell, blanc, verd i groc.

### De les institucions de La Rioja
La Rioja exerceix el seu autogovern per mitjà del Parlament, el Govern i la Presidència:
- El Parlament de La Rioja: és l'òrgan que exerceix la potestat legislativa del poder autonòmic i representa el poble. Legalment ha d'estar integrat per un mínim de 32 i un màxim de 40 diputats electes per sufragi universal, cada quatre anys, per mitjà de la representació proporcional. En l'actualitat n'hi ha 33.[8]
- el Govern de La Rioja: és l'òrgan col·legiat que exerceix les funcions executives i l'administració de la comunitat. És integrat pel President de la Comunitat Autònoma, el(s) vicepresident(s) i els consellers. Llevat del president, no cal que la resta dels membres del Govern siguin diputats regionals. Els membres són designats i cessats de llurs funcions pel mateix president.
- El president de la comunitat Autònoma de La Rioja: és el cap de govern executiu de La Rioja. Dirigeix i coordina l'acció del Govern com a representant màxim de la comunitat que ostenta la representació ordinària de l'Estat espanyol a La Rioja. És elegit pel Parlament entre els seus membres i nomenat pel rei d'Espanya.

### Divisions administratives

Comarques i municipis de La Rioja

La Comunitat Autònoma de La Rioja es divideix tradicionalment en comarques. Aquestes no són divisions oficials amb personalitat jurídica, però l'Estatut en preveu la creació. Tradicionalment s'han usat els nou partits judicials històrics per a definir les comarques de La Rioja: Haro, Santo Domingo de la Calzada, Nájera, Logronyo, Torrecilla en Cameros, Calahorra, Arnedo, Alfaro i Cervera del Río Alhama. De manera més general, La Rioja es divideix, de manera no oficial, en tres regions: La Rioja Alta, La Rioja Mitjana i La Rioja Baixa; segons el curs del riu Ebre.
Oficialment, per a les seves funcions administratives, La Rioja es divideix en municipis, ens locals bàsics amb personalitat jurídica pròpia i autonomia per a la gestió dels seus interessos. En l'actualitat n'hi ha 174.

## Economia
El Producte interior brut (PIB) de la comunitat autònoma va superar els 6,7 bilions d'euros el 2006. El PIB per capita en paritat de poder de compra de La Rioja és un 6,8 % superior a la mitjana de la Unió Europea dels 25. En termes del Valor agregat brut, l'11,6 % correspon a l'agricultura, el 28,9 % a la indústria, el 7,7 % a la construcció i el 51,8 % als serveis.
La indústria més reconeguda de La Rioja és la producció de vi. Els seus vins lideren el mercat de vins amb denominació a Espanya, amb el 40,3 % de les vendes totals. Les empreses que es dediquen a la recerca i desenvolupament en representen l'1,33 % del total. Quant al sector dels serveis, el percentatge més gran correspon a l'hostaleria i les activitats immobiliàries. El comerç és el segon sector més representatiu de l'economia; sobretot la venda d'aliments, begudes i tabac.

## Demografia
La Rioja és la comunitat autònoma menys poblada de l'Estat espanyol. El 2006, la població estimada de la comunitat era de 306.377 habitants, dels quals gairebé la meitat (147.182) viuen a la capital, Logronyo. El següent municipi més poblat és Calahorra (amb tan sols 23.708 habitants), seguit d'Arnedo (amb 14.254 habitants).

## Festes
Cada 9 de juny se celebra el Dia de La Rioja.